# Samuel Wells Williams
Pour les articles homonymes, voir Samuel Williams et Williams.
Samuel Wells Williams (衛三畏 ; 22 septembre 1812 - 16 février 1884) est un linguiste, un missionnaire et un sinologue américain.
Il existe des documents qui statuent que Samuel Wells Williams signa un contrat de conseiller étranger avec le ministère japonais du Trésor pour assister George B. William au département des impôts du 3 octobre 1871 au 2 octobre 1874. Son neveu, Albert Bates, est également un conseiller étranger.

## Biographie
Williams est né à Utica (État de New York) et a étudié à la Rensselaer Polytechnic Institute à Troy (État de New York). Il a été élu professeur de l'institut.
Le 15 juin 1833, il part pour la Chine afin de prendre en charge la presse d'imprimerie de l'American Board of Commissioners for Foreign Missions à Guangdong. En 1837, il se rend au Japon à bord du Morrison. Officiellement, ce voyage avait pour but de ramener quelques marins japonais naufragés, mais ce fut également une tentative avortée d'ouvrir le Japon au commerce américain.
Le 20 novembre 1845, Williams a épousé Sarah Walworth. De 1848 à 1851, Williams fut le rédacteur du The Chinese Repository, un important journal occidental de Chine. En 1853, il fait partie  de l'expédition du commodore Matthew Perry au Japon en tant qu'interprète officiel.
En 1855, Williams a été nommé secrétaire de la délégation des États-Unis en Chine. Pendant son séjour en Chine, il a écrit un dictionnaire tonique de la langue chinoise dans le dialecte de canton (A Tonic Dictionary Of The Chinese Language In The Canton Dialect 英華分韻撮要) en 1856. Williams faisait partie des négociations du traité de Tianjin, qui annonçaient la tolérance des chrétiens chinois et étrangers, près des années d'opposition du gouvernement chinois.
En 1860, il a été nommé chargé d'affaires des États-Unis à Pékin. Il a démissionnera de sa fonction le 25 octobre 1876, 43 ans après son premier débarquement à Guangzhou en 1833. En 1875, il a traduit le Livre de la Genèse et l'Évangile selon Matthieu en japonais, mais les manuscrits ont été perdus dans un incendie avant qu'ils ne puissent être édités.
Il est revenu aux États-Unis en 1877 et est devenu le premier professeur de langue et de littérature chinoise aux États-Unis à l'université Yale. Williams a été nommé président de l'American Bible Society le 3 février 1881. Il meurt le 16 février 1884.

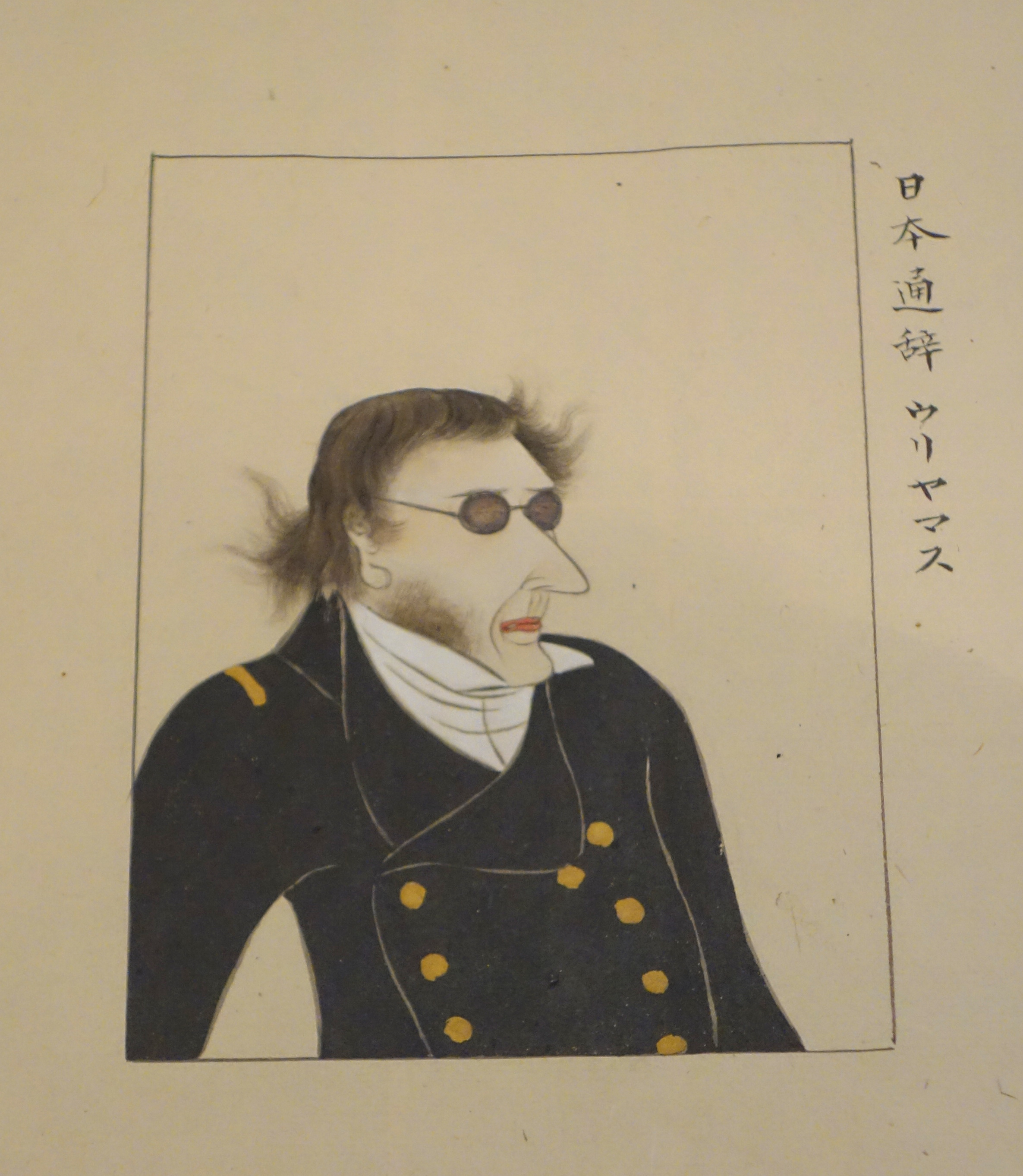
Représentation de Williams par Hibata Osuke (1854).

## Publications
- The Chinese commercial guide (1856)
- A Tonic Dictionary Of The Chinese Language In The Canton Dialect (1856)
- The Middle Kingdom: a survey of the geography, government, literature, social life, arts, and history of the Chinese empire and its inhabitants (New York; Scribner's 1882; first edition New York: Wiley & Putnam, 1848)
- Account of a Japanese romance (1849)
- A syllabic dictionary of the Chinese language, arranged according to the Wu-fang yuan yin, with the pronunciation of the characters as heard in Peking, Canton, Amoy and Shanghai (1874)
- Syllabic Dictionary Of The Chinese Language (1879)
- Chinese Immigration (1879)
- A History Of China Being The Historical Chapters From "The Middle Kingdom" (1897)
- A journal of the Perry expedition to Japan
- Narrative Of A Voyage Of The Ship Morrison Captain D. Ingersoll, To Lewchew And Japan, In The Months of July and August, 1837